# Dyess
Dyess ist ein im Mississippi County im US-Bundesstaat Arkansas gelegener Ort mit dem Status Town mit 389 Einwohnern (2014).

## Geographie
Dyess liegt 25 Kilometer südwestlich von Osceola und 50 Kilometer nördlich von Memphis. Die Interstate 55 führt zehn Kilometer östlich an Dyess vorbei. Der Tyronza River, ein Nebenfluss des Saint Francis Rivers begrenzt den Ort im Nordwesten.

## Geschichte

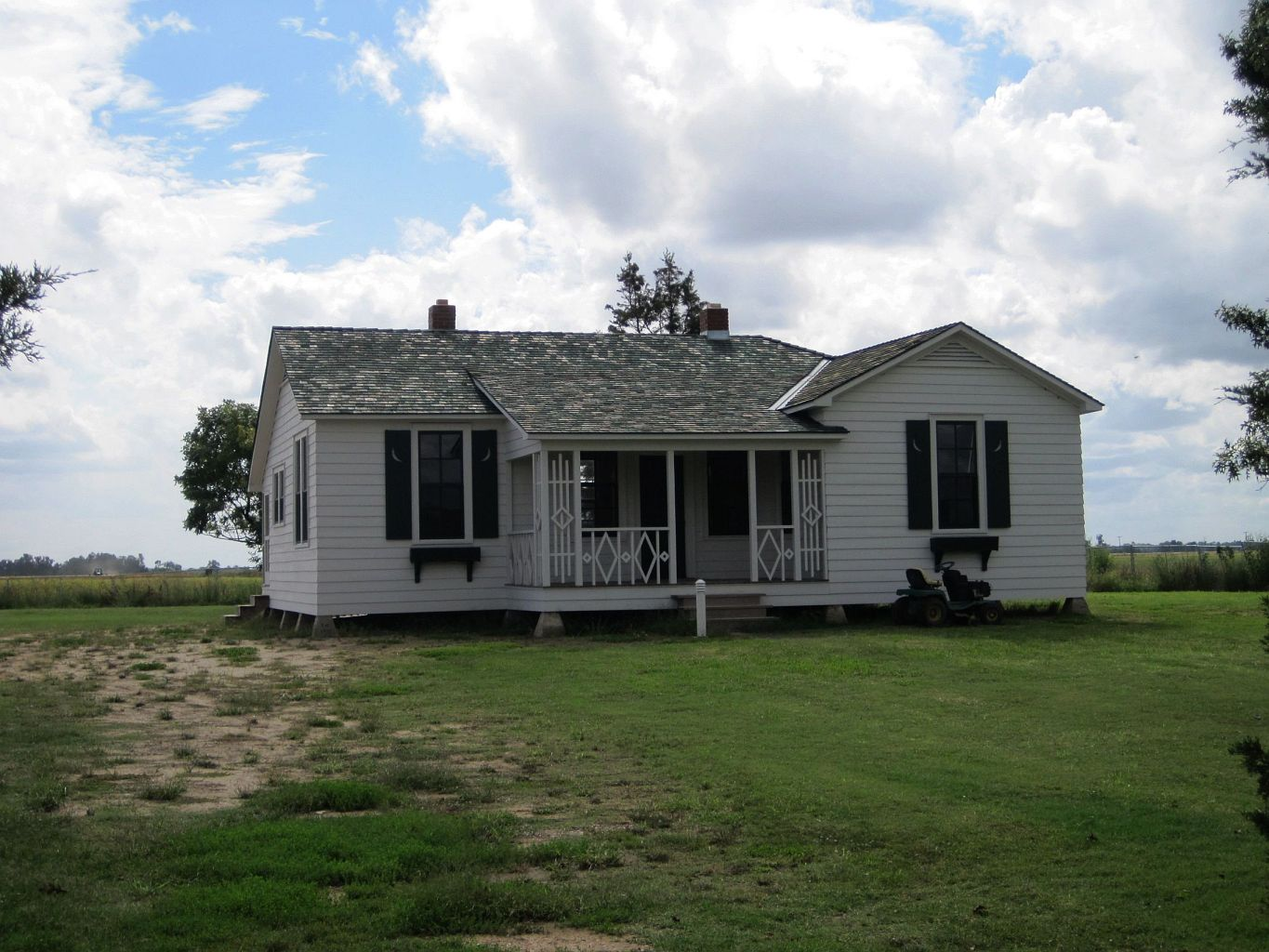
Haus, in dem Johnny Cash aufgewachsen ist

Im Mai 1934 wurde das „Kolonisationsprojekt Nr. 1“ (Colonization Project No. 1) im südwestlichen Mississippi County gegründet und der Ort nach dem Direktor der Arkansas Emergency Relief Administration William Reynolds Dyess benannt. Das Projekt eröffnete Pächtern die Möglichkeit, das von ihnen verwaltete Land zu kaufen. Die Siedlung wurde in einer Wagenradkonstruktion angelegt, mit einem Gemeindezentrum an der Nabe und Farmen, die sich von der Mitte aus erstreckten. Es gab 500 kleine Bauernhäuser, jedes ausgestattet mit fünf Zimmern und einer angrenzenden Scheune sowie einem Hühnerstall. Die Häuser bestanden aus weiß getünchten Fassaden in Stülpschalung (clapboard) mit jeweils zwei Schlafzimmern, einem Wohnzimmer, einer Küche und einem Esszimmer sowie einer vorderen und hinteren Veranda. Die Kolonie bot vielen verarmten Menschen, die sich nach einem besseren Leben sehnten, Unterkunft und Arbeit. Eine solche Familie war auch die von Raymond und Carrie Cash, die 1935 aus Kingsland mit ihren Kindern dorthin zog. Ihr Sohn J.R., der später weltweit als Johnny Cash bekannt werden sollte, war erst drei Jahre alt, als die Familie in Dyess ankam. Er verließ die Gemeinde nach dem Highschool-Abschluss im Jahr 1950.
Das ehemalige Cash-Wohnhaus wurde restauriert und ist für Besucher zugänglich. Es ist so eingerichtet, wie zu der Zeit, als die Familie Cash (Vater, Mutter und sieben Kinder, die teilweise in Dyess geboren wurden) dort lebte.

## Demografische Daten
Im Jahre 2014 wurde eine Einwohnerzahl von 389 Personen ermittelt, was eine Abnahme um 24,5 % gegenüber dem Jahr 2000 bedeutet. Das Durchschnittsalter der Bewohner lag im Jahre 2014 mit 24,3 Jahren deutlich unter dem Durchschnittswert von Arkansas, der 38,0 Jahre betrug.

## Söhne und Töchter der Stadt
- Tommy Cash (1940–2024), Country-Sänger, Bruder von Johnny Cash